# ヴェルヴェット・コード
『ヴェルヴェット・コード -Velvet Code-』（簡体字中文：拂晓:胜利之刻 / 英語：OTHILA: Azure Aria）は、中華人民共和国に本社を置く上海九游網（9YOU）が開発したスマートフォン用のアクションRPG。日本における公式略称は「ヴェルコ」。中華圏での主な略称は艦O（簡体字：舰O）。

## 概要
2013年にサービスを開始した日本のブラウザゲーム『艦隊これくしょん -艦これ-』のヒットに端を発し、中華圏で数多く企画・作成された艦船擬人化を題材とするゲームの1作。中国製で日本に進出した艦船擬人化ゲームとしては累計で9タイトル目となり、日本ではBilibiliの『ブラック・サージナイト』と同じく2021年にリリースが発表された。
「艦霊」と呼ばれる艦船擬人化キャラクターを指揮して長い眠りから蘇り人類を脅かす古代文明の末裔「ラグズ」と戦うと言う設定。

### リリース
中国大陸では2020年3月に『拂晓:胜利之刻』のタイトルで製作が発表され、広州天梯網絡科技の運営により2021年11月までに3回のβテストを経て、日本版から1年遅れとなる2023年3月16日にリリースされた。
日本版は台湾の唯数娯楽科技（GameHours）が運営権を取得し、同社傘下のWeGames Japan（東京都品川区）が業務委託により運営に当たる体制で2021年4月28日にティザーサイトと公式Twitterを開設。同年11月25日 - 12月2日実施のβテストを経て2022年2月16日に正式サービスを開始、2023年6月28日15時59分をもってサービスを終了した。
繁体字中文（香港・マカオ・台湾）版は香港の百奥家庭互動が運営権を取得し、2023年3月23日よりサービスを開始した。

### Girls' Lane
日本版の運営終了後、本作のリソースを流用してゲームシステムを放置系に変更した『Girls' Lane』が2023年8月23日より英語圏でリリースされている。日本からはダウンロード・アクセス不可。
2024年11月27日をもってサービスを終了した。

## ストーリー
舞台は遥か未来。人類は8つの勢力に分かれ覇権争いを繰り返しており、少女たちは「艦霊」という兵器に改造され戦場へと送られていた。その最中の紅月歴41年、古代文明の末裔「ラグズ」が出現し、人類に対する侵略を開始。これに対処するため人類は「連盟」を結成しラグズと戦うこととなった。

## 登場艦船・キャスト
中国大陸版では同ジャンルの他のゲームの大半が大日本帝国海軍の艦船のみ変名（河蟹）としているが、本作では連合国・枢軸国の別を問わず変名が使用される場合がある。日本版にはそのような規制は無い。
- 声優欄の「－」はキャスト未定。

### 八咫（やた）
開発時の仮称は「J国」。≪毅然≫を象徴する国家。大日本帝国海軍が基になっている。
| 艦種     | 艦級      | 艦名   | 声優       | 備考                                   |
| -------- | --------- | ------ | ---------- | -------------------------------------- |
| 戦艦     | 伊勢型    | 伊勢   | 白沢はる   |                                        |
| 戦艦     | 伊勢型    | 日向   | 林鼓子     |                                        |
| 戦艦     | 長門型    | 長門   | 戸松遥     |                                        |
| 戦艦     | 長門型    | 陸奥   | 田村ゆかり |                                        |
| 巡洋戦艦 | 金剛型    | 比叡   | 大西沙織   |                                        |
| 巡洋戦艦 | 金剛型    | 霧島   | 長谷川育美 |                                        |
| 空母     | 天城型    | 赤城   | 石見舞菜香 |                                        |
| 空母     | 加賀型    | 加賀   | 小清水亜美 |                                        |
| 空母     | －        | 蒼龍   | －         |                                        |
| 空母     | －        | 飛龍   | －         |                                        |
| 空母     | 翔鶴型    | 翔鶴   | Lynn       |                                        |
| 空母     | 翔鶴型    | 瑞鶴   | 大西沙織   |                                        |
| 空母     | －        | 大鳳   | 石川由依   |                                        |
| 軽空母   | －        | 龍驤   | 富田美憂   |                                        |
| 軽空母   | 隼鷹型    | 隼鷹   | －         |                                        |
| 軽空母   | 隼鷹型    | 飛鷹   | 茅原実里   |                                        |
| 重巡洋艦 | 妙高型    | 妙高   | 拝師みほ   |                                        |
| 重巡洋艦 | 妙高型    | 羽黒   | 柳原かなこ |                                        |
| 重巡洋艦 | 青葉型    | 青葉   | 拝師みほ   |                                        |
| 重巡洋艦 | 青葉型    | 衣笠   | 飯田ヒカル |                                        |
| 重巡洋艦 | 高雄型    | 高雄   | 高岡香     |                                        |
| 重巡洋艦 | 高雄型    | 愛宕   | 白沢はる   |                                        |
| 軽巡洋艦 | 天龍型    | 天龍   | 谷掛未森   |                                        |
| 軽巡洋艦 | 球磨型    | 北上   | －         | 改造により、重雷装艦に艦種変更される。 |
| 軽巡洋艦 | 球磨型    | 大井   | －         | 改造により、重雷装艦に艦種変更される。 |
| 軽巡洋艦 | 長良型    | 長良   | －         |                                        |
| 軽巡洋艦 | 川内型    | 川内   | －         |                                        |
| 軽巡洋艦 | 川内型    | 神通   | －         |                                        |
| 軽巡洋艦 | 川内型    | 那珂   | －         |                                        |
| 軽巡洋艦 | 大淀型    | 大淀   | 伊瀬茉莉也 |                                        |
| 駆逐艦   | 峯風型    | 峯風   | 帝子       |                                        |
| 駆逐艦   | 特型I型   | 吹雪   | 門脇舞衣   | 初期艦                                 |
| 駆逐艦   | 特型I型   | 白雪   | 柳原かなこ |                                        |
| 駆逐艦   | 特型I型   | 初雪   | 帝子       |                                        |
| 駆逐艦   | 特型I型   | 深雪   | 南條ひかる |                                        |
| 駆逐艦   | 特型II型  | 綾波   | 石見舞菜香 |                                        |
| 駆逐艦   | 特型II型  | 敷波   | 藍田あるか |                                        |
| 駆逐艦   | 特型III型 | 暁     | 深町未紗   |                                        |
| 駆逐艦   | 特型III型 | 響     | －         |                                        |
| 駆逐艦   | 特型III型 | 雷     | －         |                                        |
| 駆逐艦   | 特型III型 | 電     | 柳原かなこ |                                        |
| 駆逐艦   | 白露型    | 時雨   | 井澤詩織   |                                        |
| 駆逐艦   | 白露型    | 夕立   | 真堂圭     |                                        |
| 駆逐艦   | 陽炎型    | 陽炎   | 久住琳     |                                        |
| 駆逐艦   | 陽炎型    | 不知火 | 谷掛未森   |                                        |
| 駆逐艦   | 陽炎型    | 黒潮   | 白城なお   |                                        |
| 駆逐艦   | 陽炎型    | 雪風   | 上坂すみれ | 日本版事前登録30万人突破報酬           |
| 駆逐艦   | 秋月型    | 秋月   | 今井麻美   |                                        |
| 駆逐艦   | 秋月型    | 涼月   | 藤田茜     |                                        |
| 駆逐艦   | 島風型    | 島風   | 真堂圭     |                                        |

### ユナイト
開発時の仮称は「U国」。≪傲慢≫を象徴する国家。アメリカ海軍が基になっている。
| 艦種     | 艦級                  | 艦名                 | 声優       | 備考 |
| -------- | --------------------- | -------------------- | ---------- | ---- |
| 戦艦     | ネバダ級              | ネバダ               | －         |      |
| 戦艦     | ネバダ級              | オクラホマ           | －         |      |
| 戦艦     | テネシー級            | テネシー             | －         |      |
| 戦艦     | テネシー級            | カリフォルニア       | －         |      |
| 戦艦     | ノースカロライナ級    | ノースカロライナ     | Lynn       |      |
| 戦艦     | ノースカロライナ級    | ワシントン           | 小清水亜美 |      |
| 戦艦     | サウスダコタ級        | サウスダコタ         | 柚木涼香   |      |
| 戦艦     | アイオワ級            | ニュージャージー     | 野口瑠璃子 |      |
| 空母     | レキシントン級        | レキシントン (CV-2)  | 石川由依   |      |
| 空母     | レキシントン級        | サラトガ             | 上坂すみれ |      |
| 空母     | ヨークタウン級        | ヨークタウン         | 阿澄佳奈   |      |
| 空母     | ヨークタウン級        | エンタープライズ     | 今井麻美   |      |
| 空母     | ヨークタウン級        | ホーネット           | －         |      |
| 空母     | エセックス級          | エセックス           | 佐藤利奈   |      |
| 空母     | エセックス級          | レキシントン (CV-16) | 長谷川育美 |      |
| 軽空母   | －                    | ラングレー           | 白城なお   |      |
| 軽空母   | ボーグ級              | ボーグ               | 堀越せな   |      |
| 重巡洋艦 | ニューオーリンズ級    | ニューオーリンズ     | 結崎このみ |      |
| 重巡洋艦 | ニューオーリンズ級    | クインシー           | 結崎このみ |      |
| 重巡洋艦 | ペンサコーラ級        | ソルトレイクシティ   | －         |      |
| 重巡洋艦 | －                    | ウィチタ             | 高岡香     |      |
| 軽巡洋艦 | オマハ級              | オマハ               | －         |      |
| 軽巡洋艦 | オマハ級              | リッチモンド         | 福山あさき |      |
| 軽巡洋艦 | セントルイス級        | ヘレナ               | 南條ひかる |      |
| 軽巡洋艦 | アトランタ級          | サンディエゴ         | 茅原実里   |      |
| 駆逐艦   | マハン級              | ダウンズ             | －         |      |
| 駆逐艦   | グリッドレイ級        | マッコール           | 飯田ヒカル |      |
| 駆逐艦   | シムス級              | ハムマン             | －         |      |
| 駆逐艦   | ベンソン級            | ラフィー (DD-459)    | 芹澤優     |      |
| 駆逐艦   | フレッチャー級        | ブレイン             | 林鼓子     |      |
| 駆逐艦   | アレン・M・サムナー級 | ラフィー (DD-724)    | 石見舞菜香 |      |
| 補給艦   | －                    | ヴェスタル           | 門脇舞以   |      |

### ロメリア王国
開発時の仮称は「E国」。≪栄光≫を象徴する国家。イギリス海軍が基になっている。
| 艦種     | 艦級                   | 艦名                       | 声優       | 備考                         |
| -------- | ---------------------- | -------------------------- | ---------- | ---------------------------- |
| 戦艦     | クイーン・エリザベス級 | ウォースパイト             | 安済知佳   |                              |
| 戦艦     | ネルソン級             | ネルソン                   | 村川梨衣   |                              |
| 戦艦     | ネルソン級             | ロドニー                   | 諏訪彩花   | 日本版事前登録20万人突破報酬 |
| 戦艦     | キング・ジョージ5世級  | プリンス・オブ・ウェールズ | 川澄綾子   |                              |
| 戦艦     | キング・ジョージ5世級  | デューク・オブ・ヨーク     | －         |                              |
| 巡洋戦艦 | レナウン級             | レナウン                   | 能登麻美子 |                              |
| 巡洋戦艦 | レナウン級             | レパルス                   | 佐藤利奈   |                              |
| 巡洋戦艦 | －                     | フッド                     | 後藤沙緒里 |                              |
| 砲艦     | エレバス級             | エレバス                   | 本渡楓     |                              |
| 砲艦     | エレバス級             | テラー                     | 本渡楓     |                              |
| 空母     | －                     | アーク・ロイヤル           | 伊瀬茉莉也 |                              |
| 空母     | イラストリアス級       | イラストリアス             | 村川梨衣   |                              |
| 空母     | コロッサス級           | コロッサス                 | 藤田茜     |                              |
| 軽空母   | －                     | アーガス                   | －         |                              |
| 軽空母   | －                     | イーグル                   | －         |                              |
| 重巡洋艦 | ケント級               | サフォーク                 | －         |                              |
| 重巡洋艦 | ケント級               | カンバーランド             | －         |                              |
| 重巡洋艦 | ロンドン級             | ロンドン                   | 福山あさき |                              |
| 重巡洋艦 | ノーフォーク級         | ノーフォーク               | －         |                              |
| 軽巡洋艦 | アリシューザ級         | アリシューザ               | 富田美憂   |                              |
| 軽巡洋艦 | サウサンプトン級       | シェフィールド             | －         |                              |
| 軽巡洋艦 | エディンバラ級         | ベルファスト               | －         |                              |
| 駆逐艦   | アドミラルティV級      | ヴァンパイア               | 上原あかり |                              |
| 駆逐艦   | G級                    | グローウォーム             | 後藤沙緒里 | 初期艦                       |
| 駆逐艦   | J級                    | ジャベリン                 | 森嶋優花   |                              |

### オルガ帝国
開発時の仮称は「G国」。≪独裁≫を象徴する国家。国防軍時代のドイツ海軍が基になっている。
| 艦種     | 艦級                     | 艦名                           | 声優       | 備考 |
| -------- | ------------------------ | ------------------------------ | ---------- | ---- |
| 戦艦     | ビスマルク級             | ビスマルク                     | 戸松遥     |      |
| 戦艦     | ビスマルク級             | ティルピッツ                   | 諏訪彩花   |      |
| 巡洋戦艦 | シャルンホルスト級       | シャルンホルスト               | －         |      |
| 巡洋戦艦 | ドイッチュラント級       | アドミラル・シェーア           | 福山あさき |      |
| 空母     | グラーフ・ツェッペリン級 | グラーフ・ツェッペリン         | 真堂圭     |      |
| 重巡洋艦 | ローン級                 | ヨルク                         | －         |      |
| 重巡洋艦 | アドミラル・ヒッパー級   | プリンツ・オイゲン             | 小清水亜美 |      |
| 軽巡洋艦 | ケーニヒスベルク級       | ケーニヒスベルク               | 武藤志織   |      |
| 軽巡洋艦 | ケーニヒスベルク級       | カールスルーエ                 | －         |      |
| 軽巡洋艦 | ケーニヒスベルク級       | ケルン                         | 谷掛未森   |      |
| 駆逐艦   | 1934型                   | Z1 レーベレヒト・マース        | 田村ゆかり |      |
| 駆逐艦   | 1934A型                  | Z16 フリードリヒ・エッコルト   | 白城なお   |      |
| 駆逐艦   | 1936型                   | Z21 ヴィルヘルム・ハイドカンプ | －         |      |
| 駆逐艦   | 1936型                   | Z22 アントン・シュミット       | －         |      |

### ナシェル共和国
開発時の仮称は「F国」。フランス海軍が基になっている。
| 艦種     | 艦級               | 艦名             | 声優     | 備考 |
| -------- | ------------------ | ---------------- | -------- | ---- |
| 戦艦     | プロヴァンス級     | ブルターニュ     | 根本京里 |      |
| 戦艦     | リシュリュー級     | リシュリュー     | 川澄綾子 |      |
| 巡洋戦艦 | ダンケルク級       | ダンケルク       | 安済知佳 |      |
| 空母     | －                 | ベアルン         | －       |      |
| 駆逐艦   | ヴォークラン級     | ヴォークラン     | －       |      |
| 駆逐艦   | ル・ファンタスク級 | ル・ファンタスク | 阿澄佳奈 |      |

### レガート
開発時の仮称は「I国」。イタリア海軍が基になっている。
| 艦種     | 艦級                     | 艦名                   | 声優     | 備考 |
| -------- | ------------------------ | ---------------------- | -------- | ---- |
| 戦艦     | コンテ・ディ・カヴール級 | コンテ・ディ・カヴール | －       |      |
| 戦艦     | コンテ・ディ・カヴール級 | ジュリオ・チェザーレ   | －       |      |
| 戦艦     | カイオ・ドゥイリオ級     | カイオ・ドゥイリオ     | －       |      |
| 戦艦     | ヴィットリオ・ヴェネト級 | ヴィットリオ・ヴェネト | 門脇舞以 |      |
| 戦艦     | ヴィットリオ・ヴェネト級 | リットリオ             | －       |      |
| 重巡洋艦 | ザラ級                   | ポーラ                 | 芹澤優   |      |

### ヴォルク連合
ソビエト海軍が基になっている。
| 艦種     | 艦級       | 艦名     | 声優       | 備考 |
| -------- | ---------- | -------- | ---------- | ---- |
| 軽巡洋艦 | キーロフ級 | キーロフ | 野口瑠璃子 |      |
| 駆逐艦   | キエフ級   | キエフ   | 井澤詩織   |      |

### 鳳棲
開発時の仮称は「C国」。第二次世界大戦期の中華民国海軍が基になっている。
| 艦種     | 艦級   | 艦名 | 声優       | 備考 |
| -------- | ------ | ---- | ---------- | ---- |
| 軽巡洋艦 | 肇和級 | 応瑞 | －         |      |
| 軽巡洋艦 | 寧海級 | 寧海 | ルゥティン |      |
| 軽巡洋艦 | 寧海級 | 平海 | ルゥティン |      |